# Savica
Savica – wieś w Słowenii, w gminie Bohinj. W 2018 roku liczyła 57 mieszkańców.